# Illusions perdues
Illusions perdues (Nederlands: Verloren illusies) is een reeks boeken geschreven door de Franse schrijver Honoré de Balzac tussen 1837 en 1843. Het boek maakt onderdeel uit van de bredere reeks La Comédie humaine.

## Publicatieachtergrond
In 1833 registreerde Honoré de Balzac de titel Illusions perdues als het aankomende boek dat deel zou uitmaken van zijn Scènes de la vie de province. Op dat moment had Balzac alleen nog maar een titel. In 1835 nam hij contact op met zijn uitgever dat hij bezig was met het werken aan dit boek. Uiteindelijk voltooide hij op 20 januari 1837 het eerste deel van Illusions perdues. Het tweede deel verscheen in juni 1839 en was getiteld Un grand homme de province à Paris, dit was tevens het langste van de drie delen die zouden verschijnen. Het derde deel, Les Souffrances d'un inventeur, verscheen in 1843.

## Plot
Lucien Chardon is het hoofdpersonage van het hele werk. In het begin van het boek woont hij in Angoulême en is hij een verarmde en ambitieuze jongeman. Zijn weduwe moeder, zijn zus Ève en zijn beste vriend, David Séchard, doen niets af aan zijn hoge dunk van zijn eigen talenten, want het is een mening die ze delen. Bij aanvang van deel I van Illusions perdues, Les Deux poètes (De twee dichters), heeft Lucien al een historische roman en een sonnetsequentie geschreven, terwijl David een wetenschapper is. Beiden zijn, volgens Balzac, "dichters" in die zin dat ze creatief op zoek zijn naar de waarheid. Hun broederschap is een poëtische aspiratie, of ze nu wetenschapper of schrijver zijn, zelfs voordat David met Ève trouwt, zijn de twee jongemannen spirituele broers. Lucien wordt geïntroduceerd in de salon van een van de leidende figuren van de high society in Angoulême, Madame de Bargeton, die snel verliefd op hem wordt. Het duurt niet lang voordat het paar naar Parijs vlucht, waar Lucien zijn moederlijke patroniem "De Rubempré" aanneemt en hoopt zijn stempel te drukken als dichter. Madame de Bargeton herkent daarentegen dat ze een verkeerde keus heeft gemaakt en hoewel ze in Parijs blijft, verbreekt ze wel alle banden met Lucien, waardoor hij in armoede moet leven.
In deel II, Un Grand homme de province à Paris, wordt Lucien gecontrasteerd met de journalist Lousteau en de hoogstaande schrijver Daniel d'Arthez. Afgewezen door Madame de Bargeton beweegt hij zich in een sociale kring van actrices en prostituees en hun journalistieke minnaressen. Hij wordt al snel een minnaar van Coralie. Als literair journalist prostitueert hij zijn talent, maar koestert hij nog steeds de ambitie om tot de hogere kringen te behoren en verlangt hij ernaar om bij koninklijk bevel de achternaam en het wapen van de de Rubemprés aan te nemen. Hij verruilt zijn loyaliteit van de liberale oppositiepers voor twee royalistische kranten die de regering steunen. Deze daad van verraad levert hem de onverbiddelijke haat op van zijn voormalige journalistencollega's, die op hun beurt Coralies reputatie in het theater vernietigen. In de diepten van zijn wanhoop vervalst hij de naam van zijn zwager (David Séchard) op drie wisselbrieven. Dit is zijn ultieme verraad van zijn integriteit als persoon. Na Coralies dood keert hij in ongenade terug naar Angoulême, verscholen achter de koets van Madame de Bargeton die net is getrouwd met du Châtelet, de nieuwe regionale prefect.
In Les Souffrances de l'inventeur, deel III, wordt David Séchard in Angoulême van alle kanten verraden, maar wordt hij gesteund door zijn liefhebbende vrouw. Hij vindt een nieuwe en goedkopere methode voor papierproductie uit. Op thematisch niveau zijn de vorderingen in papierproductieprocessen nauw verweven met de commercialisering van literatuur. Luciens vervalsing van de handtekening van zijn zwager brengt David bijna aan de rand van het bankroet, die het geheim van zijn uitvinding aan zakelijke rivalen moet verkopen. Lucien staat op het punt zelfmoord te plegen wanneer hij wordt benaderd door een nep-jezuïetenpriester, Carlos Herrera. Herrera neemt Lucien onder zijn hoede en ze rijden naar Parijs, om opnieuw in de hoofdstad te beginnen. Luciens verhaal wordt verder verteld in het boek Splendeurs et misères des courtisanes.

## Thematiek
Illusions perdues is een satire op de commercialisering van het uitgeven tijdens het Restauratietijdperk in Frankrijk. De twee hoofdrolspelers van het boek, Lucien en David, raken doorheen het boek beiden gedesillusioneerd over hun romantische idealen ten aanzien van het schrijversvak. Hiermee geeft het boek een scherp portret van het postrevolutionaire uitgeversvak. Deze commercialisering wordt gepersonifieerd in het boek door het personage Dauriat, die achtereenvolgens de "koning", "sultan" en "pasja" van de boekhandel wordt genoemd. Voor Balzac representeerden de dagbladen een soort prostitutie van intellect en schrijverstalent – het centrale thema van het boek. Een van de manieren waarop deze "prostitutie" tot uiting komt is hoe recensies voor theaterstukken letterlijk worden gekocht door de regisseurs.

## Adaptatie
In 2021 verscheen een Franse filmadaptatie van het boek van Balzac, Illusions perdues, onder regie van Xavier Giannoli en met Benjamin Voisin in de rol van Lucien.

## Vertalingen naar het Nederlands
- Honoré de Balzac, Verloren illusies. Vertaling door Jan Versteeg. Uitgeverij Van Oorschot, 2008. ISBN 9789028242470.